# Langzeitstudie Mensch
Langzeitstudie Mensch (englischer Originaltitel: Predict My Future: The Science of Us) ist eine neuseeländische Dokumentarserie aus dem Jahr 2016.

## Inhalt
Die Serie beschäftigt sich mit der Langzeit-Kohortenstudie Dunedin Multidisciplinary Health and Development Study, bei der 1037 Menschen aus Dunedin, Neuseeland, seit ihrer Geburt in den Jahren 1972/73 regelmäßig untersucht werden.
Durch die Studie wurden neue Erkenntnisse in vielen wissenschaftlichen Bereichen gewonnen, unter anderem zu Atemwegs- und Herz-Kreislauf-Erkrankungen, Sucht, Übergewicht, Geschlechtskrankheiten, Kriminalität und Intelligenz. Besonders in der als „Nature versus Nurture“ bezeichneten Debatte um die Anteile von Genetik (hier als englisch Nature für Natur bezeichnet) und Soziologie (hier als englisch Nurture für Erziehung, Ernährung, Pflege bezeichnet) in der Entstehung der menschlichen Persönlichkeit konnten wertvolle Erkenntnisse gewonnen werden.

## Episoden
| Nummer | Deutscher Titel                | Englischer Titel                          | Deutsche Erstausstrahlung | Original-Erstausstrahlung |
| ------ | ------------------------------ | ----------------------------------------- | ------------------------- | ------------------------- |
| 1      | Die frühen Jahre               | The Early Years                           | 17. Januar 2017           | 31. Mai 2016              |
| 2      | Wenn Teenager vom Weg abkommen | When Teens Run Off The Rails              | 24. Januar 2017           | 7. Juni 2016              |
| 3      | Gene versus Umwelt             | When Genes Mix with the Wrong Environment | 31. Januar 2017           | 14. Juni 2016             |
| 4      | Schmutz macht gesund           | Dirt is Good, Dirt Poor is Bad            | 7. Februar 2017           | 21. Juni 2016             |